# Raben Group
Raben Group — нідерландська група компаній зі штаб-квартирою в місті Осс, зайнята в галузі логістики, складування, внутрішніх та міжнародних автомобільних, інтермодальних перевезень, морського та повітряного супроводу вантажів та логістикою свіжих продуктів. Включає бренди «Raben» та «Fresh Logistics».

## Історія
- 1931 – Ян Рабен заснував сімейну транспортну компанію
- 1960 – компанію очолив Тео Рабен
- 1991 – відкрито філію компанії в Польщі
- 2002 – дочірня компанія «Fresh Logistics» розпочала роботу в Польщі
- 2003 – відкрито філію компанії в Україні
- 2004 – відкрито філії компанії в Литві, Латвії та Естонії
- 2005 – німецька «BSV» ввійшла до складу групи
- 2007 – засновано «Raben Sea & Air» (морські та авіаперевезення)
- 2008 – компанія «Setto», яка працювала на ринках Чехії та Словаччини, ввійшла до складу групи
- 2010 – в Угорщині засновано «Raben Logistics Hungary»
- 2010 – чеська компанія «Transkam» ввійшла до групи
- 2011 – німецька дорожня мережа та (16 логістичних терміналів) та активи у Польщі, Чехії, Угорщині та Словаччині об'єднані в дочірню компанію «Wincanton»
- 2012 –компанія «Raben Trans European Czech» (раніше «Wincanton») i «Transkam–Logistics» злилися в «Raben Logistics Czech s.r.o.»
- 2013 – діяльність «Raben Sea & Air» передана компаніям «Raben Polska» i «Raben Transport»
- 2013 – «Fresh Logistics» приєднано до «European Food Network»
- 2014 – «Raben Logistic Germany», «Raben Trans European Germany», «Eli Transport» об'єднані в R"aben Trans European Germany GmbH"[1]
- 2015 – німецькі «HRL Eurocargo», «Grupa Balter» та «Spedition Weisshaupt» ввійшли до групи
- 2016 – німецькі «GS Frachtlogistik», «Peter Spedition» та «Scheffler Spedition» ввійшли до групи
- 2016 – в Румунії розпочала діяльність «Raben Logistics Romania»
- 2017 – «Raben Trans European Germany» перебрала активи «Rhenus» у Фельбаху
- 2017 – група зайшла на ринок Італії, придбавши 20 % активів «Sittam»
- 2018 – в румунському Клужі відкрито нову філію
- 2019 – група збільшила свою частку «Sittam» до 51 %, внаслідок чого створено «Raben Sittam».

## Компанії групи
- Raben Logistics Polska
- Raben Transport
- Fresh Logistics Polska
- Raben Logistics Czech
- Raben Eesti
- Raben East
- Raben Trans European Germany
- Raben Trans European Hungary
- Raben Latvia
- Raben Lietuva
- Raben Netherlands
- Raben Logistics Slovakia
- Raben Ukraine
- Raben Logistics Romania
- Raben Management Services
- Fenthol & Sandtmann
- Raben Sittam
- Raben Real Estate Poland

## Діяльність
Підприємства групи працюють на ринках 12 європейських країн: Чехії, Естонії, Нідерландів, Німеччини, Литви, Латвії, Польщі, Словаччині, України, Угорщини, Італії та Румунії. У компаніях групи працює 10 000 співробітників. Група володіє понад 130 власними терміналами по всій Європі, оперує складськими приміщеннями загальною площею понад 1 200 000 м² та 8,5 тис. транспортних засобів. В рамках розвитку інновацій «Raben Group» у січні 2019 року розробила інноваційну систему моніторингу вантажів у режимі реального часу на основі параметра ETA (Estimated Time of Arrival).

### В Україні
Центр управління українською філією компанії розташований у селищі міського типу Велика Димерка поблизу Києва. До структури компанії входять 24 регіональних підрозділи, які оперують 70 тис. м² складських площ та 1 050 транспортиними засобами, задіяно 500 співробітників.